# Bolitoglossa conanti
La salamandra hondureña (Bolitoglossa conanti) es una especie de salamandras en la familia Plethodontidae. Es endémica del oeste de Honduras y los adyacentes noroeste de El Salvador y este de Guatemala; quizá los ejemplares de El Salvador pertenezcan a otra especie aún no descrita.
Su hábitat natural son los montanos húmedos tropicales o subtropicales.
Está amenazada de extinción debido a la destrucción de su hábitat.